# Lista de cinemas extintos de Santa Catarina
Esta é uma lista de cinemas de Santa Catarina, já extintos

## Blumenau
- Cine Busch
- Cine Blumenau
- Cine Garcia
- Cine Atlas
- Cine Mogk

## Braço do Norte
- Cine Guarani
- Cine Guadalajara

## Florianópolis
- Cine Ritz
- Cine Cecontur
- Cine São José

## Itaiópolis
- Cine Esperança

## Jaraguá do Sul
- Cine Busch

## Joinville
- Arco-Íris Cidade podendo ou não voltar

## Tubarão
- Cine Vitória